# Idioma dorasque
El dorasque es una lengua del grupo lingüístico chibcha, hablada antiguamente por los dorasques en el territorio comprendido entre las llanuras de Barú y Changuinola al norte, los márgenes de los ríos Chiriquí Viejo y Piedras al sur, en el Chiriquí al este, y Burica y Térraba al oeste (entre la actual provincia de Puntarenas en Costa Rica y los departamentos del oeste de Panamá), actualmente extinta. Sus dialectos eran el chumulu/dorace y el gualaca. Estaba estrechamente emparentado con el idioma chánguena, al punto de que algunos autores los han considerado variantes de una misma lengua.